# VfB 1900 Offenbach
Der VfB 1900 Offenbach ist ein Fußballverein aus Offenbach am Main, der unter diesem Namen im Jahr 1938 zustande kam, seine Wurzeln aber in mehreren der ersten Fußballvereine hat, die um die Jahrhundertwende in Offenbach entstanden sind. Die Mannschaft spielte 1943/44 in der höchsten Spielklasse, der Gauliga Hessen-Nassau, konnte sich aber nach Kriegsende nicht mehr lange in den oberen Ligen halten. Der im Schatten des Bieberer Bergs am Bierbrauerweg heimische Verein bewegt sich seit den 1950er Jahren zwischen Bezirks- und Kreisebene.

## Geschichte

### Vorgängervereine
Der VfR 1900 Offenbach entstand aus den beiden Offenbacher Pioniervereinen FC Germania und FC Melitia. Beide waren im Jahr 1900 gegründet worden und im Osten der Stadt verwurzelt. Sie zählten in der Zeit vor dem Ersten Weltkrieg nur zum fußballerischen Mittelmaß, und fusionierten 1917 zum VfR 1900. In der ersten Spielzeit nach dem Krieg gehörte der neue Verein zu den Gründungsmitgliedern der neuen höchsten Spielklasse, der Kreisliga Südmain, und rang mit den Offenbacher Kickers um die lokale Führungsrolle. Am 27. Oktober 1921 erfolgte sogar eine Fusion mit den Kickers zum Großverein VfR Kickers Offenbach, mit dem Ziel, zur nationalen Elite des deutschen Fußballs aufzuschließen. Dieses Bündnis hatte aber nicht lange Bestand, die vereinbarte wechselseitige Nutzung der beiden Plätze erwies sich nicht als praktikabel und die ehemaligen VfR-ler spalteten sich schließlich 1925 wieder ab und nahmen den alten Vereinsnamen wieder an.
Der SV 02 Offenbach hatte ebenfalls traditionsreiche Vorgänger: Der Ballsportclub 1899 Offenbach, kurz BSC 99, war am 31. Juli 1899 gegründet worden und damit der erste Fußballverein Offenbachs überhaupt. Mit Franz Schütz brachte dieser Klub sogar einen späteren Nationalspieler hervor. Der zweite Vorläufer war der FV 02 Offenbach, der 1917 kriegsbedingt durch die Fusion von Viktoria Offenbach (gegründet 1902) und Arminia Offenbach (gegründet 1904) entstanden war. Der FV 02 schuf sich 1921 eine neue Spielstätte auf dem Bieberer Berg. Mit dem BSC 99 fusionierte der FV 02 am 31. August 1922 zu einem neuen Verein mit dem Namen SV 99 Offenbach, man trennte sich aber schon fünf Jahre später, am 9. April 1927, wieder und zerfiel in die Vereine BSC 99 und SV 02. Der Sportplatz am Bieberer Berg wurde dem SV 02 durch die nationalsozialistische Administration 1937 enteignet und der Polizei zugeteilt. Man sah sich deshalb dazu gezwungen, nach einem Fusionspartner Ausschau zu halten, und fand schließlich im VfR 1900 einen geeigneten Partner.

### Fusion und Werdegang als VfB 1900
Der VfR 1900 und der SV 02 schlossen sich schließlich am 21. Mai 1938 zum VfB 1900 zusammen und einigten sich auf die Vereinsfarben Blau-Rot. Schon 1939/40 klopfte der neu entstandene Verein erstmals an die Tür zur obersten deutschen Spielklasse und erreichte die Aufstiegsrunde zur Gauliga Südwest. Dort scheiterte man nur knapp als Zweitplatzierter. Im zweiten Anlauf 1942/43 war der VfB 1900 erfolgreicher und stieg in die Gauliga Hessen-Nassau auf. In der Runde 1943/44 belegte man am Ende zwar nur Platz 9 von 10 Mannschaften, konnte aber immerhin mit einem 2:2 zuhause gegen Eintracht Frankfurt und einem 1:1 beim FSV Frankfurt zwei Meisterschaftsanwärtern jeweils einen Punkt abtrotzen. Die Spiele gegen den Lokalrivalen OFC, der die Meisterschaft schließlich souverän gewann, gingen allerdings beide mit 2:4 verloren.
Nach dem Zweiten Weltkrieg wurde der VfB 1900 zunächst in die zweithöchste Spielklasse eingestuft. 1946/47 verpasste er allerdings die Qualifikation zur eingleisigen Landesliga und rutschte in der Folge schnell in die A-Klasse ab. 1952 führte der Verein Verhandlungen über einen erneuten Anschluss an die Offenbacher Kickers, die aber ergebnislos blieben. Der Tiefpunkt der Vereinsgeschichte wurde erreicht, als man Ende der 1950er Jahre nicht nur in die B-Klasse abgestiegen war, sondern auch noch der Pachtvertrag über das Vereinsgelände am Nebenbahnhof durch die Stadt gekündigt wurde.
Der Verein fand in den 1960er Jahren schließlich am Bierbrauerweg eine neue Heimat und konnte durch eine konsequente Nachwuchsarbeit auch die sportliche Talfahrt beenden. Seither pendelt man zwischen Bezirks- und Kreisebene.